# Maciej Biesiadecki
Maciej Biesiadecki (* 14. Januar 1864 in Krakau; † 18. November 1935 ebenda) war ein österreichischer und dann polnischer Politiker. Von 1904 bis 1913 war er Bezirkshauptmann des galizischen Bezirks Biała. In den Jahren 1920 bis 1921 war Generalkommissar Polens in der Freien Stadt Danzig. Bereits ein Jahr nach seiner Ernennung löste ihn Leon Pluciński vom Posten des Generalkommissars ab.